# 陈佑魁
陈佑魁（1900年—1928年4月19日），字丰垣，化名龙贻荪、文中生、龙吟，湖南麻阳人，中国共产党早期领导人。

## 生平
1920年，芷江第九联合中学毕业后，陈佑魁家中筹集了14元路费，送他到长沙寻机升学。正逢毛泽东、何叔衡举办的湖南省自修大学专收穷苦学生，他考入该校。1921年秋，经毛泽东、何叔衡介绍加入中国共产党，直接负责组织学运。《湖南学生联合周刊》是湖南学联以《湘报》副刊形式创办的专刊，先由夏曦编辑，1924年春起由陈佑魁负责编辑，他在副刊上发表了《今日何日》、《丘九问题与易家》、《中俄交涉与法国》、《誓雪国耻》、《日本人的矛盾》等十多篇文章，在《大公报》、《少年》上发表文章，宣传马列主义。11月自修大学被当局封闭后，考入长沙邮政总局当邮务员。不久他又转到教育会图书馆当管理员。
1924年6月至9月，任中国社会主义青年团湘区执行委员会执行委员书记。同年夏天担任中共湖南省委宣传部部长，兼管工人农民和学生运动。参与组建中共衡阳和常德两个地方执行委员会。1925年10月至12月，参与领导长沙向日资戴生昌轮船公司收回大金码头运动、长沙30余所学校学生向省教育司请愿活动、反税会议游行示威。1925年11月至1927年5月任中共湖南区执行委员会委员。1926年春，参与湖南驱除赵恒惕运动。同年7月北伐军攻入湖南时，陈任中共湖南省委组织部长，负责工会、农会和学联等团体的工作；后赴衡阳。8月，改任中共湖南特委书记兼湘南二十四县游击总指挥。
中共八七会议后，省委决定他仍任湖南特委书记兼湖南二十四县游击总指挥，期间为了地下工作，他还化装隐身三顺寺，白天端坐案前击木鱼念经文，夜晚指挥各县配合全省的秋收暴动。1927年4月赴武汉，作为正式代表参加中国共产党第五次全国代表大会。5月至8月任中共湖南省委员会委员。1927年底，由于国共合作彻底失败，奉中共湖南省委命令布置年关暴动，亲自到水口山区组织上千工人，解除了矿局的武装，缴枪三百六十多枝，组成工农武装。
1928年1月，陈佑魁参加朱德、陈毅在汝城召开的联席会议。2月，他率领衡阳工人农民军，在将军庙矮子岭整编，成立工农革命军第7师，屈渺澄任师长，转战衡阳。是年3月，中共湖南特委在永兴召开代表大会，正式成立湘南苏维埃政府，陈佑魁被选为苏维埃主席。4月7日，他回长沙向省委汇报工作，当晚10时在中南大旅社被捕。4月19日遭当局杀害，得年28岁。

## 身后
1961年6月22日，时任最高人民法院院长、全国政协副主席谢觉哉作诗称赞他和罗学瓒：“浑身是劲陈佑魁，鞭辟入里罗学瓒。远瞩高瞻天下小，出生入死一边站。忠义之血不白流，阶级之仇彻底算。三十年前恶战场，巍然两个英雄汉。”